# Marco Vigerio della Rovere
Marco Vigerio della Rovere OFMConv (ur. w 1446 w Savonie, zm. 18 lipca 1516 w Rzymie) – włoski kardynał.

## Życiorys
Urodził się w 1446 roku w Savonie, jako syn Urbana Vigeria i Nicoletty Grosso della Rovere. Jego chrzcielne imię brzmiało Emiliano, jednak po wstąpieniu do zakonu franciszkanów konwentualnych przyjął imię Marco. Studiował teologię w rodzinnym mieście. Po przyjęciu święceń kapłańskich został profesorem na Uniwersytecie Padewskim, a także na La Sapienzy. 6 października 1476 roku został wybrany biskupem Senigallii. Pełnił rolę teologa Domu Papieskiego i gubernatora Zamek Świętego Anioła. Został biskupem sufraganem Bolonii, a w 1502 – biskupem Ventimiglii. 1 grudnia 1505 roku został kreowany kardynałem prezbiterem i otrzymał kościół tytularny Santa Maria in Trastevere. Rok później mianowano go arcybiskupem Trani. W 1511 zrezygnował z diecezji Ventimiglia, a dwa lata później z diecezji Senigallia. Od grudnia 1510 roku był legatem armii papieskiej w wojnie Juliusza II przeciwko Alfonsowi d’Este i doprowadził wojska papieskie do zwycięstwa w bitwie pod Mirandolą. 29 października 1511 roku został podniesiony do rangi kardynała biskupa i otrzymał diecezję suburbikarną Palestrina. Podczas obrad V soboru laterańskiego przewodniczył komisji ds. reform Kurii Rzymskiej. Jego nauki teologiczne najprawdopodobniej stanowiły natchnienie dla Rafaela do namalowania Dysputy o Najświętszym Sakramencie. Kardynał zmarł 18 lipca 1516 roku w Rzymie.